# لشکر ۲۸ (بریتانیا)
لشکر ۲۸ بریتانیا (انگلیسی: 28th Division) لشکر پیاده‌نظام نیروی زمینی بریتانیا بود، که در سال ۱۹۱۴ تأسیس شد و در سال ۱۹۲۳ منحل گردید.
در اکتبر ۱۹۱۴، این لشکر از واحدهای ارتش منظم از سراسر امپراتوری بریتانیا تشکیل شد و در ژانویه ۱۹۱۵ این لشکر به فرانسه اعزام شد، جایی که در نبرد دوم ایپر و نبرد لوس جنگید. در اکتبر ۱۹۱۵ این لشکر به مصر اعزام شد و در نوامبر ۱۹۱۵ این لشکر به سالونیکا اعزام شد، جایی که در نبردهای مختلفی در جبهه مقدونیه جنگید. پس از اجرای آتش‌بس با بلغارستان در ۳۰ سپتامبر ۱۹۱۸، لشکر ۲۸ در سراسر کشور به سمت ترکیه پیشروی کرد. امپراتوری عثمانی نیز در ۳۰ اکتبر آتش‌بس امضا کرد و پس از آن لشکر ۲۸ برای اشغال تنگه داردانل اعزام شد. این لشکر تا سال ۱۹۲۳ به عنوان یک نیروی اشغالگر در ترکیه باقی ماند و در اکتبر ۱۹۲۳ این لشکر منحل شد.